# غوردون آدا
غوردون آدا (بالإنجليزية: Gordon Ada)‏ هو عالم فيروسات أسترالي، ولد في 6 ديسمبر 1922 في سيدني في أستراليا، وتوفي في 25 سبتمبر 2012 في كانبرا في أستراليا.